# 吴桥经济技术开发区
吴桥经济技术开发区是中华人民共和国河北省沧州市吴桥县下辖的一个类似乡级单位。

## 行政区划
下辖以下地区：
吴桥经济技术开发区虚拟社区。